# Blepharita sylvatica
Blepharita sylvatica är en fjärilsart som beskrevs av Karl Schawerda 1928. Blepharita sylvatica ingår i släktet Blepharita och familjen nattflyn. Inga underarter finns listade i Catalogue of Life.